# 卡罗琳·史密斯
卡罗琳·史密斯（英語：Caroline Smith，1906年7月21日—1994年11月11日），来自伊利诺伊州，美国女子跳水运动员。她曾代表美国参加1924年夏季奥林匹克运动会跳水比赛，获得女子跳台金牌。